# Daimler Buses
Daimler Buses GmbH är en tysk busstillverkare som är helägt av Daimler Truck som i sin tur är ett dotterbolag till Mercedes-Benz Group. Deras produkter går under varumärkerna Mercedes-Benz, K-Setra, FUSO Truck & Bus, Thomas Built Buses och BharatBenz.
Bolaget formades 1995 när Mercedes-Benz köpte tillverkningsrättigheterna för Setra från Kässbohrer och bildade då EvoBus som stod för produktionen av båda märkerna. 2021 meddelade Daimler att deras lastbilsdivision, Daimler Truck, skulle bli ett seperat bolag. 2023 byttes namnet på EvoBus till Daimler Buses GmbH. Daimlers största produktionsanläggning ligger i Mannheim, Tyskland medan högkvarteret ligger i Stuttgart. 

## Daimler Buses i Sverige
Daimler Buses Sverige AB ansvarar för bussförsäljning av Setra och Mercedes-Benz i Sverige. Kontoret ligger på Lasarettsgatan 30 i Vetlanda i Jönköpings län. 
En rad olika länstrafikbolag och åkerier köper bussar från Daimler Buses i Sverige däribland Storstockholms Lokaltrafik, Upplands Lokaltrafik och Jönköpings Länstrafik. Mest nyligen (2025) köpte Connect Bus 54 stycken bussar av märken Mercedes-Benz och Setra för lokaltrafiken i Blekinge.

## Bildgalleri

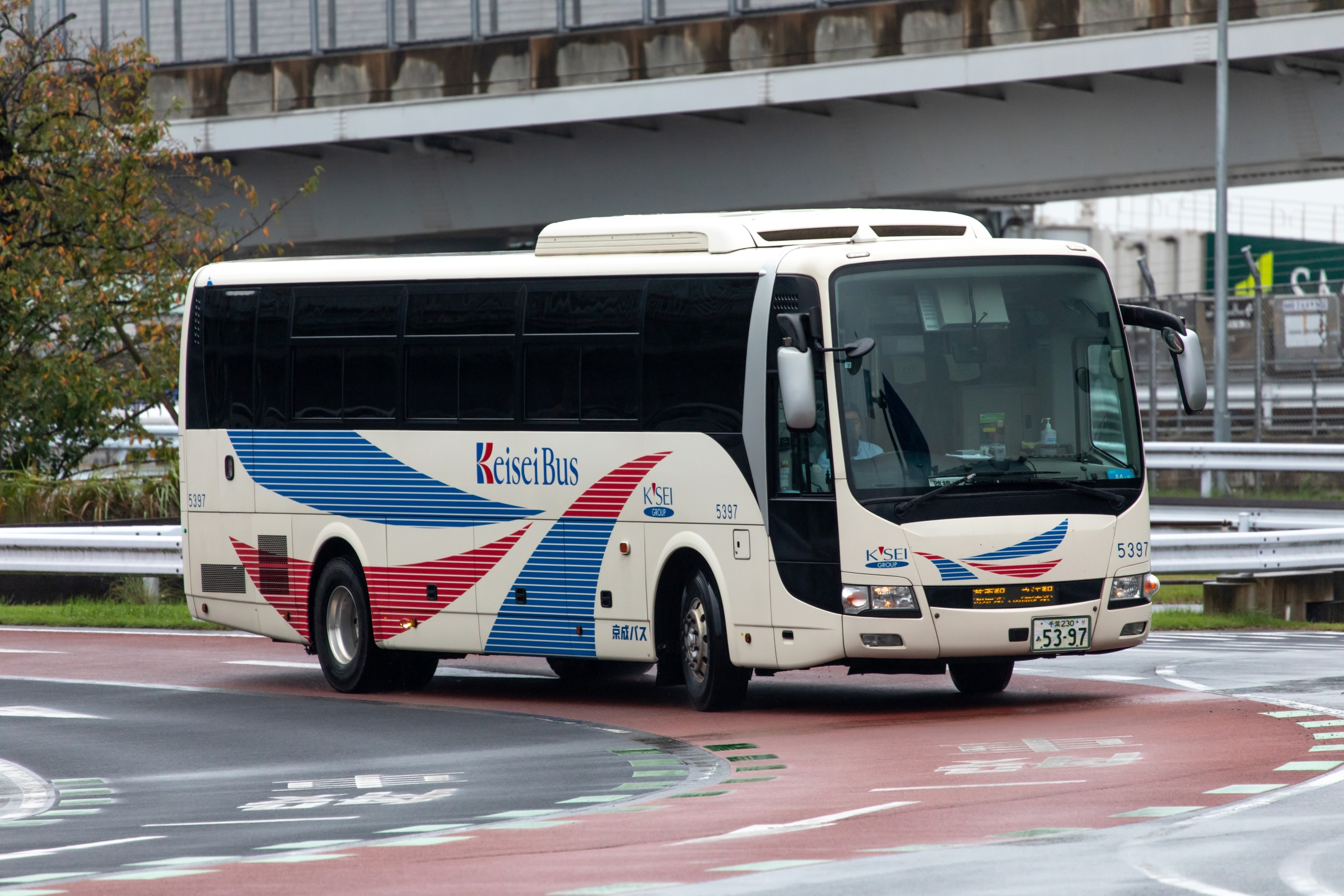
FUSO Buses Aero Ace
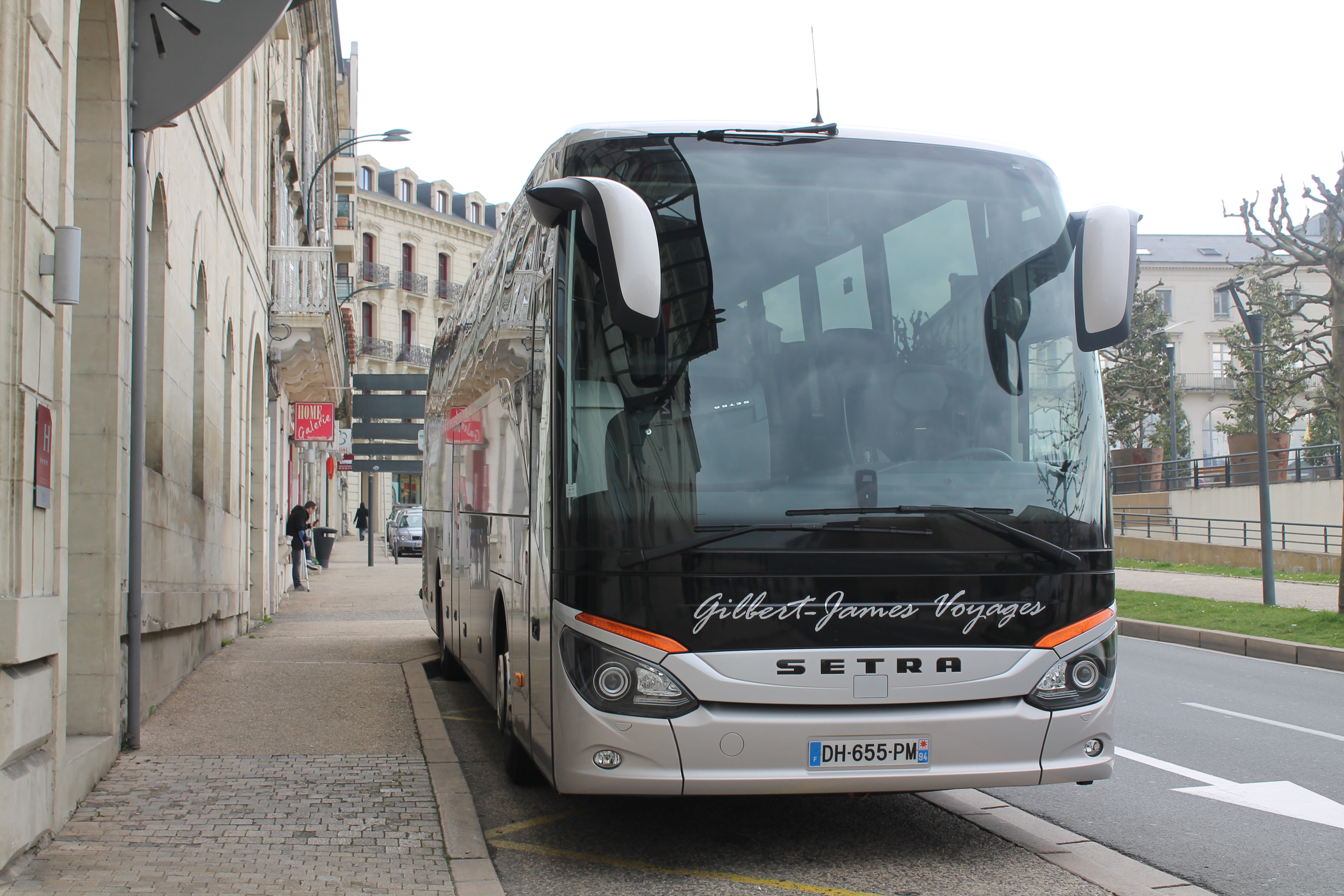
Setra S515
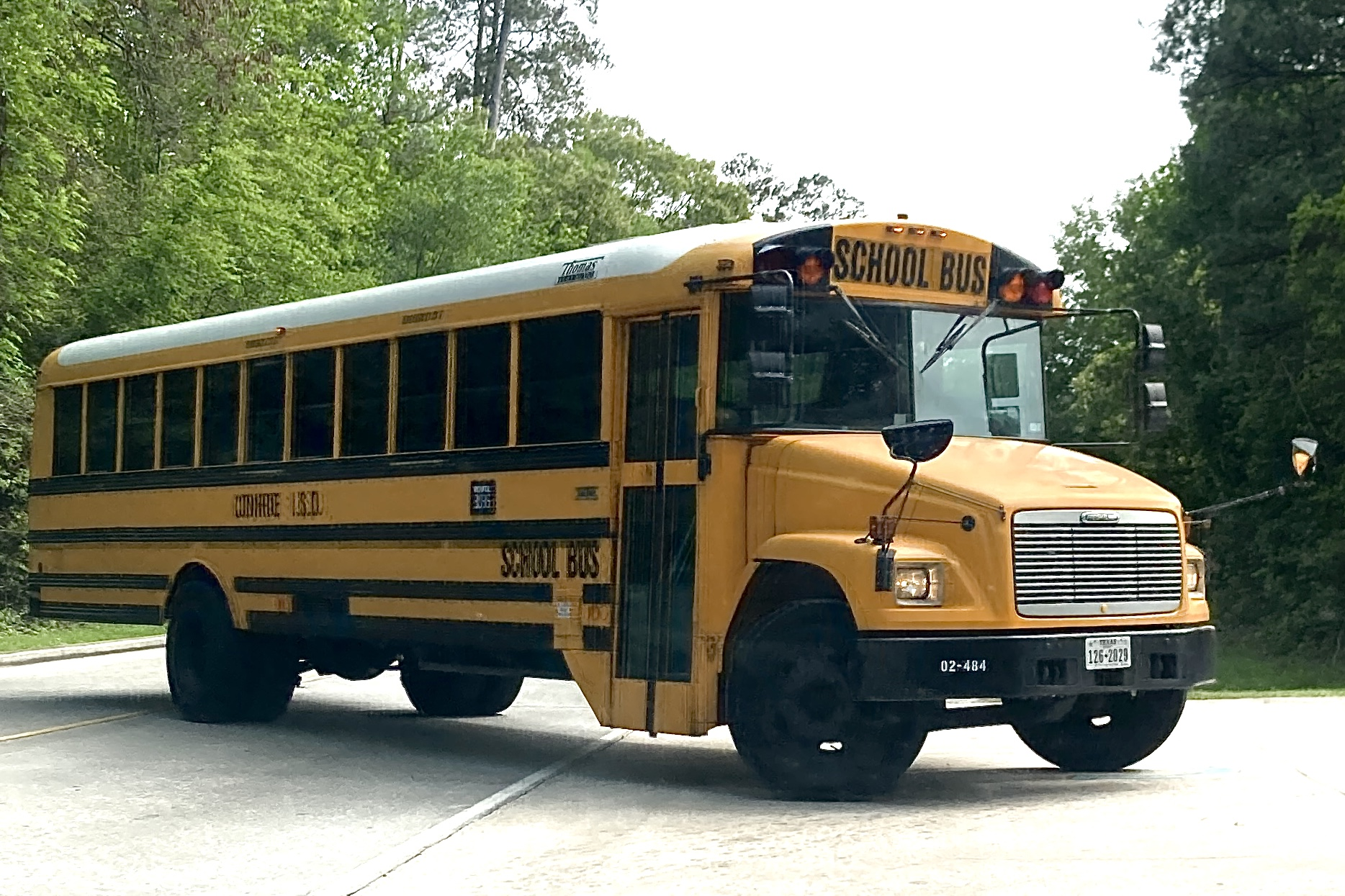
Thomas Built Buses skolbuss i USA
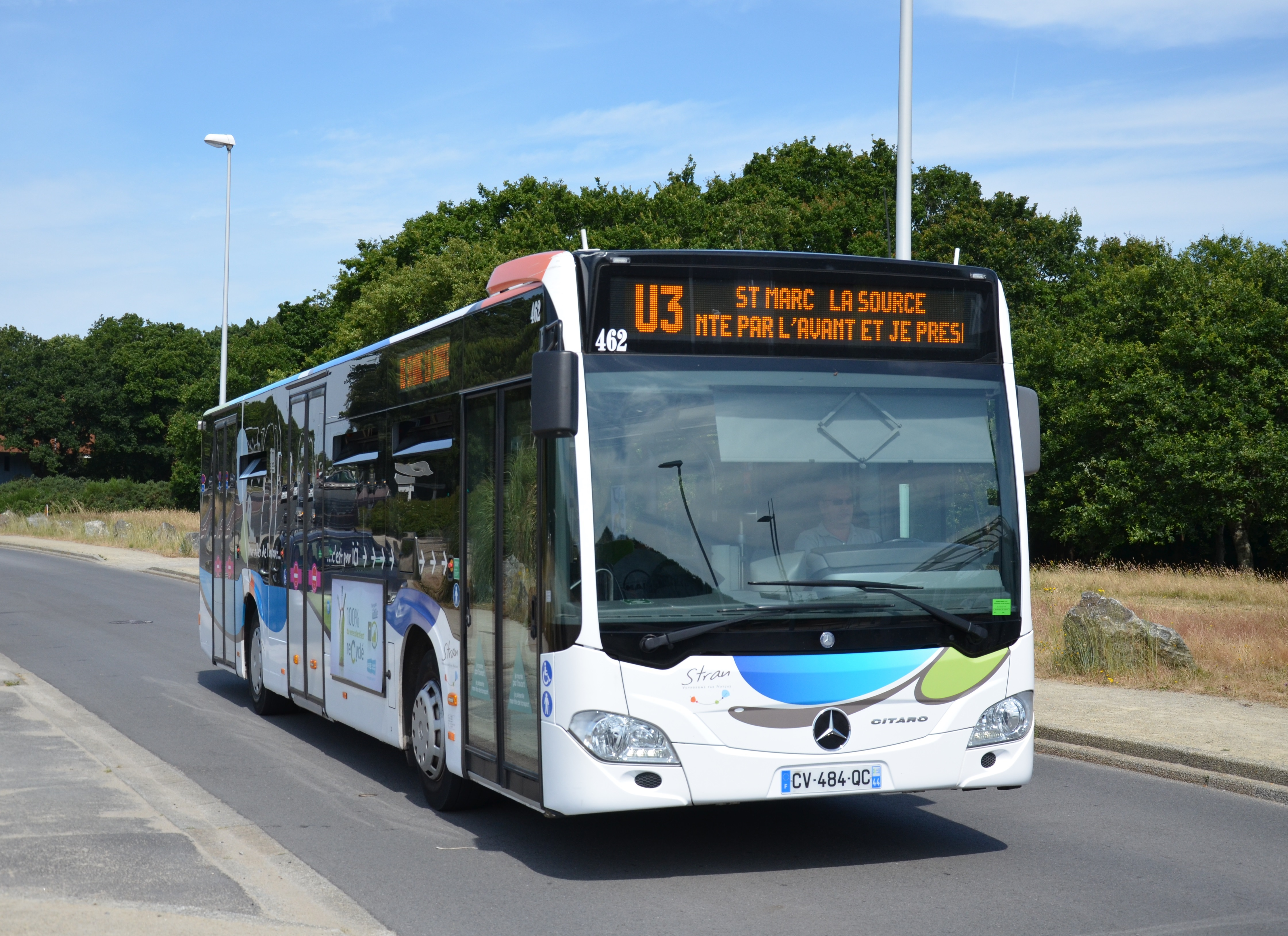
Mercedes Citaro C2